# Castle (bière)
Ne doit pas être confondu avec Castel Beer ou Kasteel Bier.
Pour les articles homonymes, voir Castle.
Castle est une bière lager sud africaine produite par South African Breweries (en). Elle est commercialisée en Afrique du Sud, ainsi qu'en Tanzanie et au Kenya par East African Breweries.
Le joueur de football McBeth Sibaya est apparu sur les canettes pendant la coupe d'Afrique[Laquelle ?], canettes qui sont devenues collector.

## Produits dérivés
- Castle Lite : version moins alcoolisée lancée en 1994.
  - Castle Lite Lime : version parfumée au citron lancée en 2014.

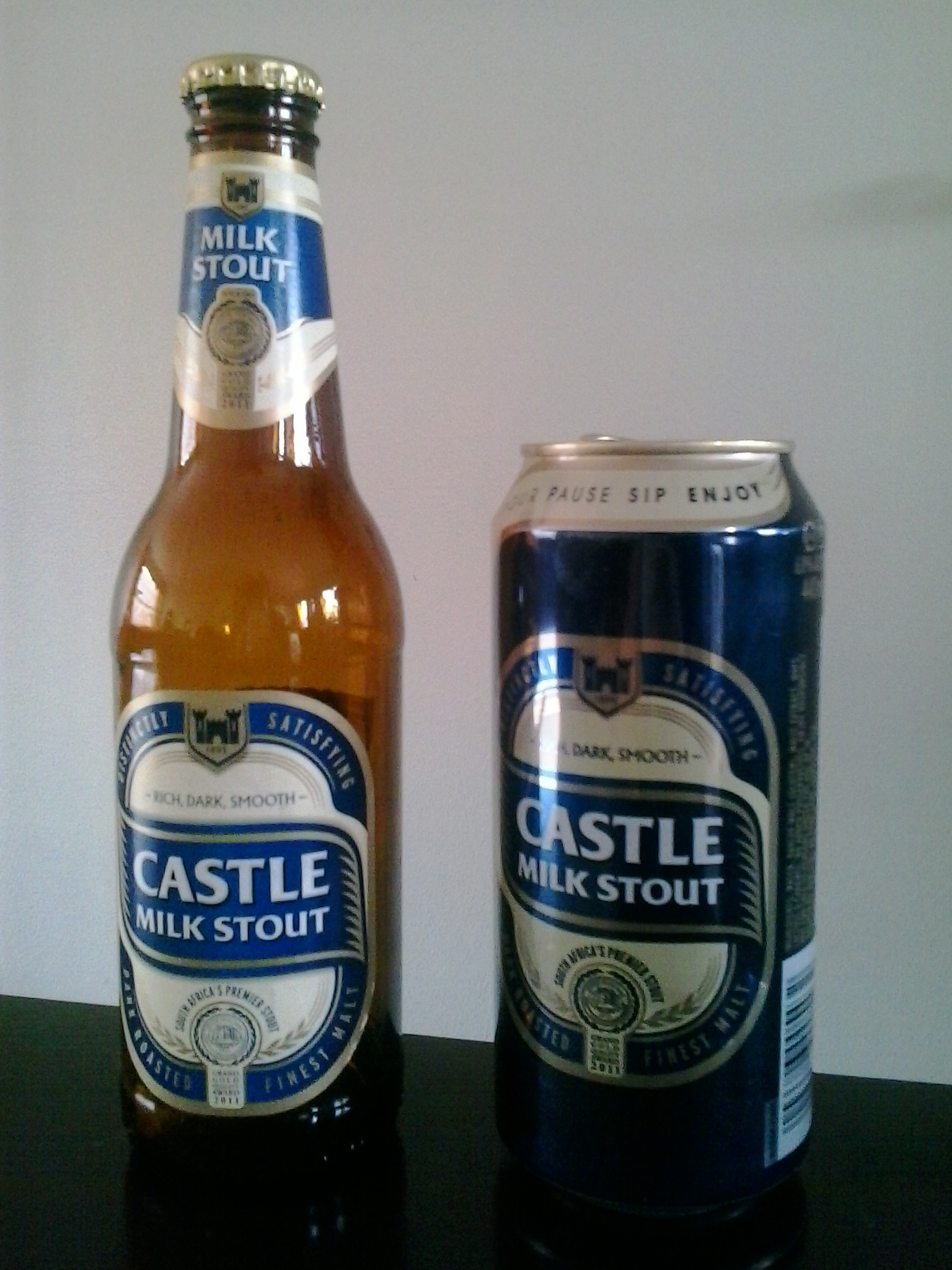
Bouteille et verre de Castle Milk Stout.

- Castle Milk Stout, une stout contenant du lactose.
  - Castle Milk Stout Chocolate Infused : variante parfumée au chocolat.
- Castle Free, une bière sans alcool lancée en 2017[2].
- Castle Double Malt, une pure malt lancée en 2021.